# Kotjärnen (Säfsnäs socken, Dalarna)
Kotjärnen är en sjö i Ludvika kommun i Dalarna och ingår i Göta älvs huvudavrinningsområde.